# Усигомэ-Янагитё (станция)
Станция Усигомэ-Янагитё (яп. 牛込柳町駅 усигомэ янагитё эки) — железнодорожная станция на линии Оэдо расположенная в специальном районе Синдзюку, Токио. Станция обозначена номером E-04. На станции установлены автоматические платформенные ворота.

## Планировка станции
Одна платформа островного типа и 2 пути.
| 1 | ○ Линия Оэдо | Тотёмаэ (Пересдка на Тотёмаэ до станций Нэрима, Хикаригаока и Роппонги) |
| 2 | ○ Линия Оэдо | Иидабаси, Рёгоку                                                        |

## Близлежащие станции
| «               |  | Линия      |  | »                   |
| --------------- |  | ---------- |  | ------------------- |
| Вакамацу-Кавада |  | Линия Оэдо |  | Усигомэ-Кагурадзака |